# Carlos Fabião
Carlos Alberto Idães Soares Fabião GOL (Lisboa, 9 de dezembro de 1930 – Lisboa, 2 de abril de 2006) foi um militar português.

## Biografia
Em 1950 entrou para a Escola do Exército. Fez quatro comissões de serviço na Guiné Portuguesa. Em dezembro de 1973, quando era major, Carlos Fabião denunciou numa aula do Instituto de Altos Estudos Militares, a preparação de um golpe de estado de Direita, que seria conduzido por Kaúlza de Arriaga.
Fez parte do Movimento dos Capitães, que na Revolução de 25 de Abril de 1974 derrubou o regime político existente em Portugal desde 1926.
Foi governador da Guiné Portuguesa de maio a 15 de outubro de 1974. Fez parte da Junta de Salvação Nacional assim como do Conselho de Estado, tendo também sido chefe do Estado-Maior do Exército (1974-75). A partir de 14 de março de 1975 fez parte do Conselho da Revolução.
Em dezembro de 1993, passou à reserva com o posto de Coronel. Exerceu funções como grão-mestre adjunto do Grande Oriente Lusitano. Foi agraciado com o grau de Grande-Oficial da Ordem da Liberdade a 10 de dezembro de 2004.
Desde 2016 o seu nome está consagrado na toponímia de Lisboa através da Praça Carlos Fabião, situada no loteamento da EPUL junto a Entrecampos, na freguesia das Avenidas Novas.